# 17906 Shapovalov
17906 Shapovalov este o planetă minoră (asteroid), cu un diametru de 7,474 km, din centura de asteroizi. A fost descoperită pe 19 martie 1999 la Magdalena Ridge Observatory⁠(d) de Lincoln Near-Earth Asteroid Research. 
Obiectul prezintă o orbită caracterizată de o semiaxă mare de 2,4715734 UAi, o excentricitate de 0,17, o înclinație de 10,7053 ° în raport cu ecliptica.